# Amfibologia
L'amfibologia (del grec, compost per ἀμϕίβολία (amfibolia) = «ambigüitat», «incertesa», i λόγος (logós)= «discurs») és, en lògica, una fal·làcia verbal que es produeix per l'ambigüitat en l'estructura gramatical de la frase.
Per exemple:
No s'hauria de permetre conduir els adolescents. Els carrers s'estan tornant massa perillosos. 
De la frase anterior es pot interpretar que els adolescents no han de conduir perquè estan en perill, o bé que no han de conduir perquè són els causants del perill.
O bé:
Es ven gos. Menjarà qualsevol cosa. Li agraden especialment els nens.
Es dona freqüentment en poesia, pel canvi de l'ordre natural de les paraules a causa de la mètrica. Per exemple, Marlowe a Edward II:
Edwardum occidere nolite timere bonum est. (5.4.8-11)
Depenent de com el lector puntuï la línia, pot ser interpretada com a la sentència de mort d'Edward o com un clam a salvar la seva vida: No tingueu por de matar el rei, és bo que mori o bé no mateu el rei, és bo témer el pitjor.